# Адербијевка
Адербијевка или Адерба (рус. Адербиевка; Адерба) малена је река на југу европског дела Руске Федерације. Протиче преко територија Геленџичког округа на југозападу Краснодарске покрајине. Део је басена Црног мора.
Свој ток започиње на превоју Бабич на западном рубу Великог Кавказа, између Маркотских и Коцехурских планина. У горњем делу тока тече кроз уску и дубоку клисуру, а потом њена обала поприма карактер широке и ниске наплавне низије. Дужина водотока је 20 km, а површина њеног басена око 73,5 km². Током летњег дела године неретко потпуно пресуши.
На њеном ушћу налази се село Дивноморскоје.